# エーガディ諸島

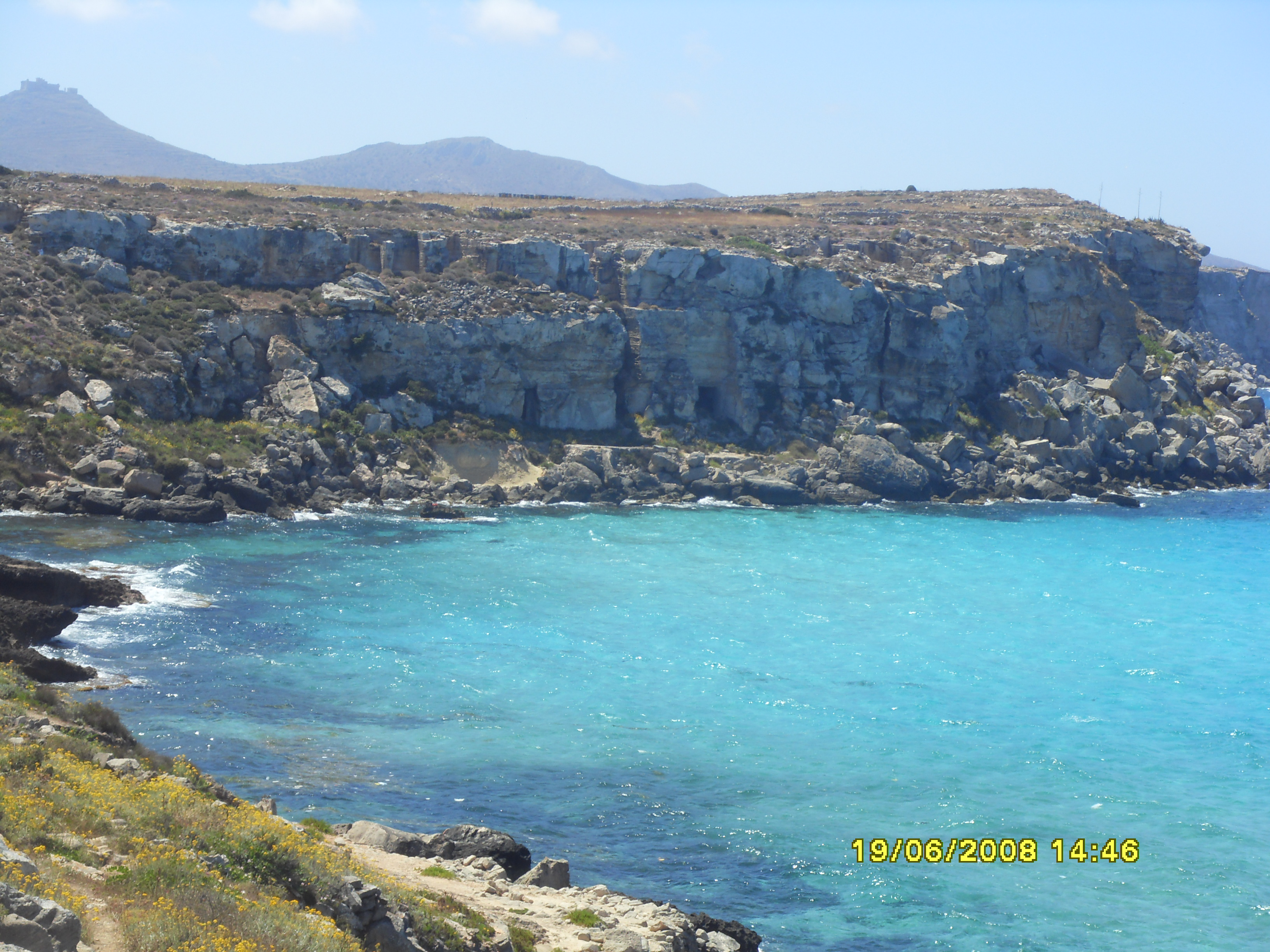
ファヴィニャーナ島カラ・ロッサ

エーガディ諸島（イタリア語: Isole Egadi）は、イタリア・シチリア島の西海岸沖にある諸島。行政上、この諸島はシチリア州トラーパニ県のファヴィニャーナという基礎自治体（コムーネ）を形成している。

## 名称
ラテン語ではアエガテス諸島（Aegates）と呼ばれた。

## 地理
ファヴィニャーナ島、マレッティモ島、レヴァンツォ島、その他の小島からなる。 

## 歴史
紀元前241年、アエガテス諸島沖の海戦によって第一次ポエニ戦争の決着がついた。